# Amphiodia
Genre
Amphiodia  est un genre d'ophiures (animaux marins ressemblant à des étoiles de mer souples) de la famille des Amphiuridae.

## Liste des espèces
Selon World Register of Marine Species (5 mars 2015) :
- Amphiodia akosmos Hendler & Bundrick, 2001
- Amphiodia assimilis (Lütken & Mortensen, 1899)
- Amphiodia crassa (Koehler, 1904)
- Amphiodia craterodmeta H.L. Clark, 1911
- Amphiodia cyclaspis Djakonov, 1935
- Amphiodia debita Koehler, 1922
- Amphiodia digitata Nielsen, 1932
- Amphiodia dividua Mortensen, 1933
- Amphiodia duplicata (Koehler, 1930)
- Amphiodia fissa (Lütken, 1869)
- Amphiodia frigida (Koehler, 1897)
- Amphiodia fuscoalba (Brock, 1888)
- Amphiodia grisea (Ljungman, 1867)
- Amphiodia guillermosoberoni Caso, 1979
- Amphiodia habilis Albuquerque, Campos-Creasey & Guille, 2001
- Amphiodia loripes (Koehler, 1922)
- Amphiodia microplax Burfield, 1924
- Amphiodia minuta H.L. Clark, 1939
- Amphiodia obtecta Mortensen, 1940
- Amphiodia occidentalis (Lyman, 1860)
- Amphiodia oerstedi (Lütken, 1856)
- Amphiodia olivacea (Brock, 1888)
- Amphiodia orientalis Liao, 2004
- Amphiodia periercta H.L. Clark, 1911
- Amphiodia planispina (v. Martens, 1867)
- Amphiodia platyspina Nielsen, 1932
- Amphiodia psara H.L. Clark, 1935
- Amphiodia pulchella (Lyman, 1869)
- Amphiodia sculptilis Ziesenhenne, 1940
- Amphiodia tabogae Nielsen, 1932
- Amphiodia trychna H.L. Clark, 1918
- Amphiodia urtica (Lyman, 1860)
- Amphiodia vicina H.L. Clark, 1940
- Amphiodia violacea (Lütken, 1856)

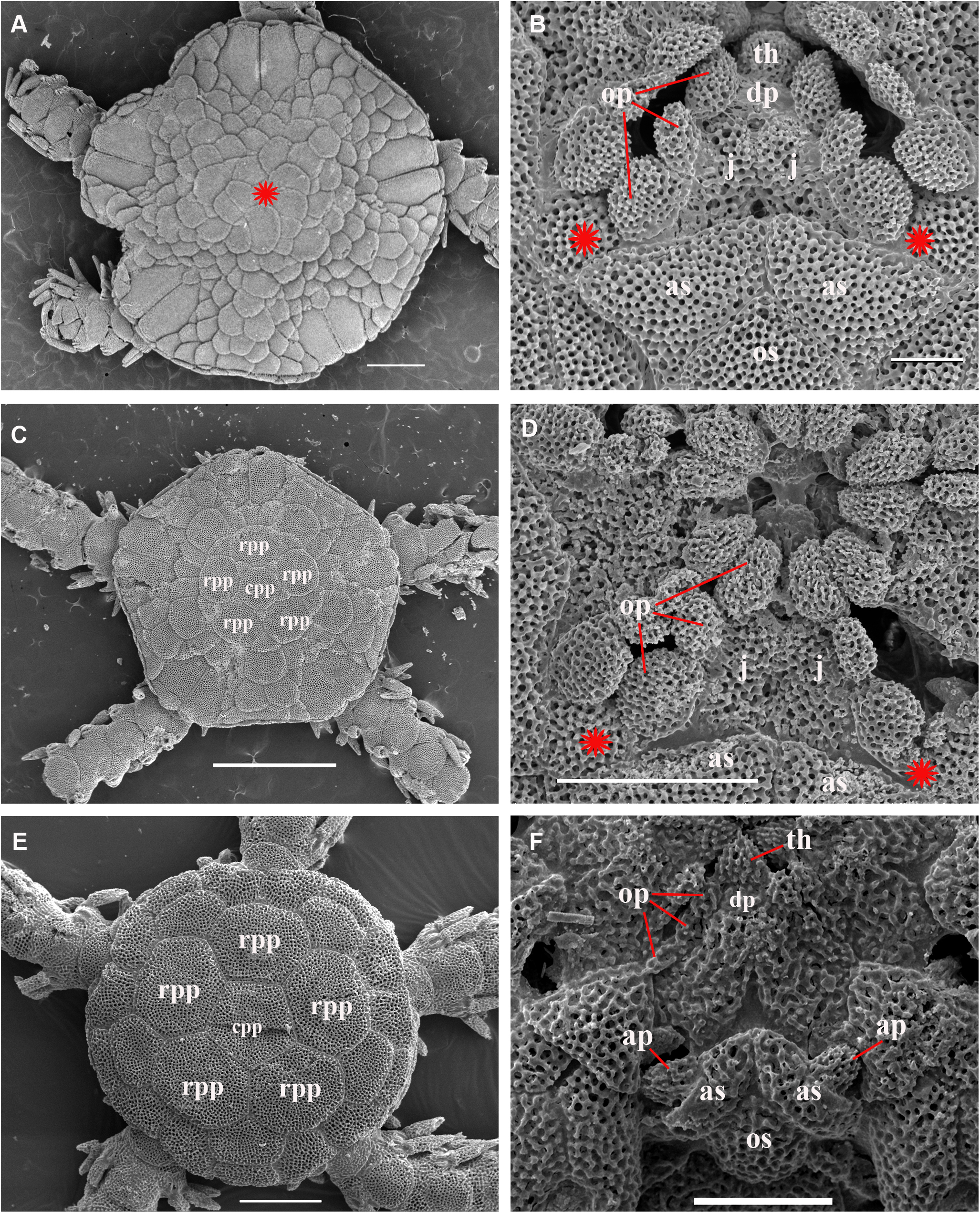
Amphiodia craterodmeta
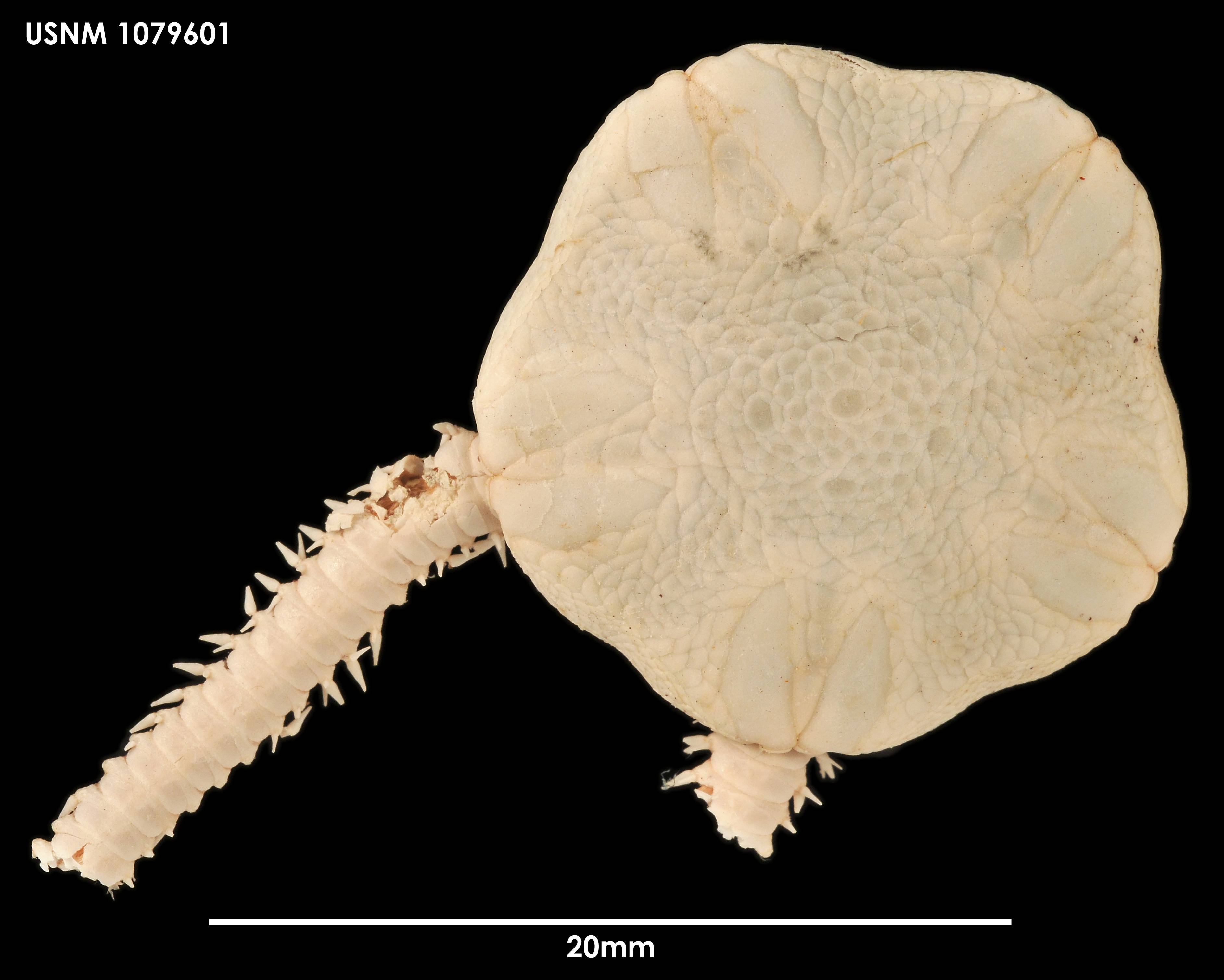
Amphiodia dalea
Amphiodia dividua
Amphiodia duplicata
Amphiodia obtecta
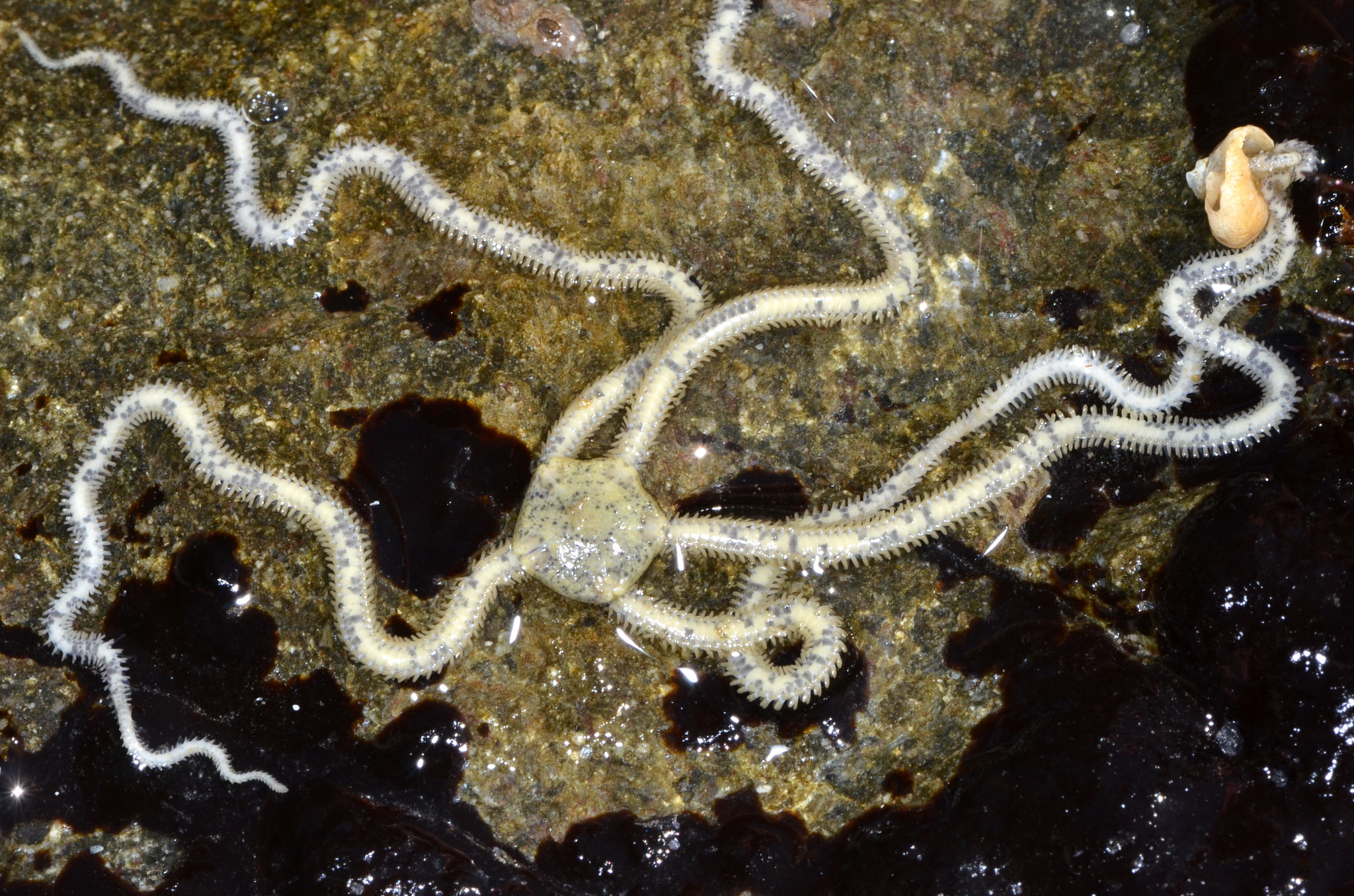
Amphiodia occidentalis
Amphiodia oerstedi
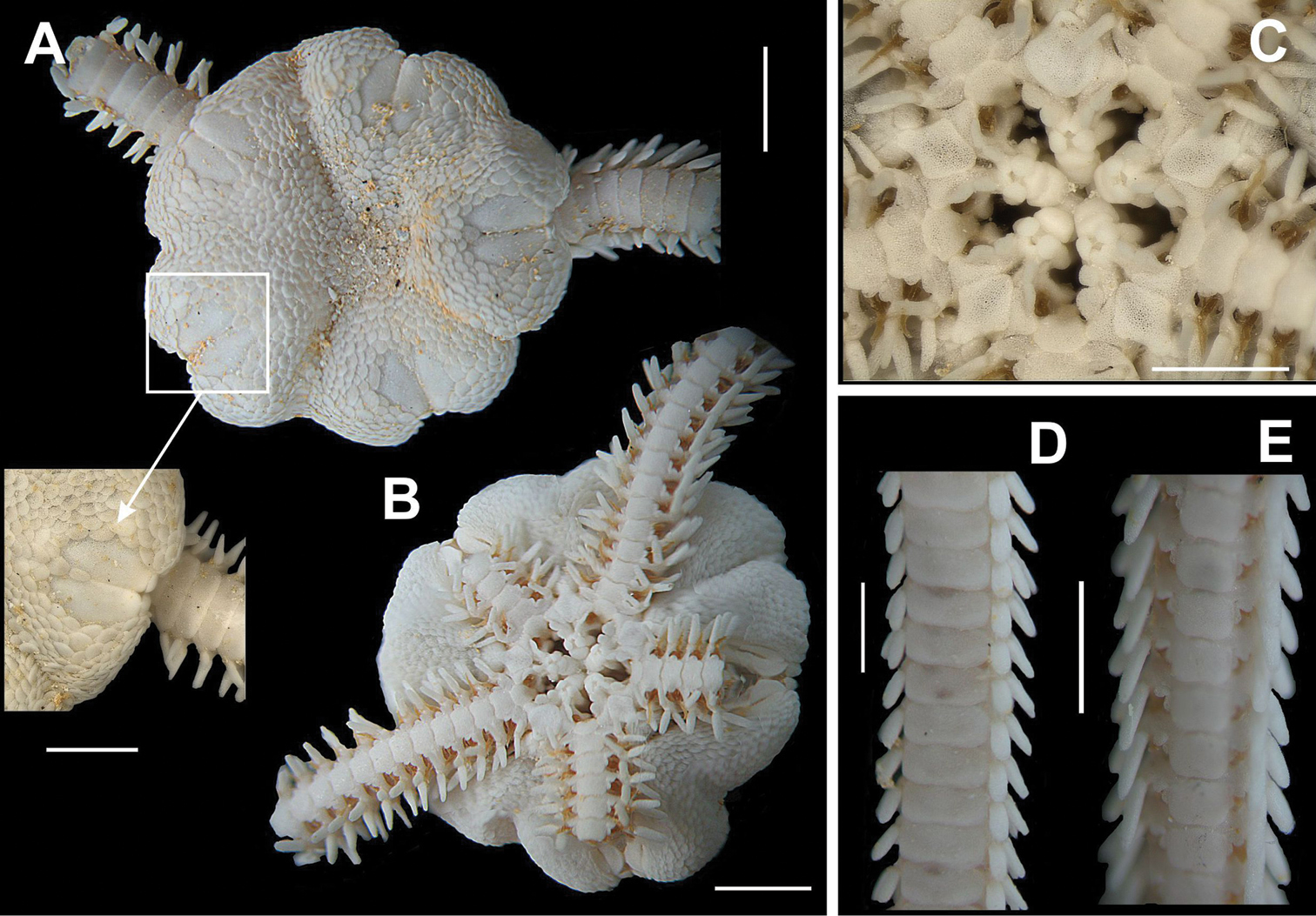
Amphiodia planispina
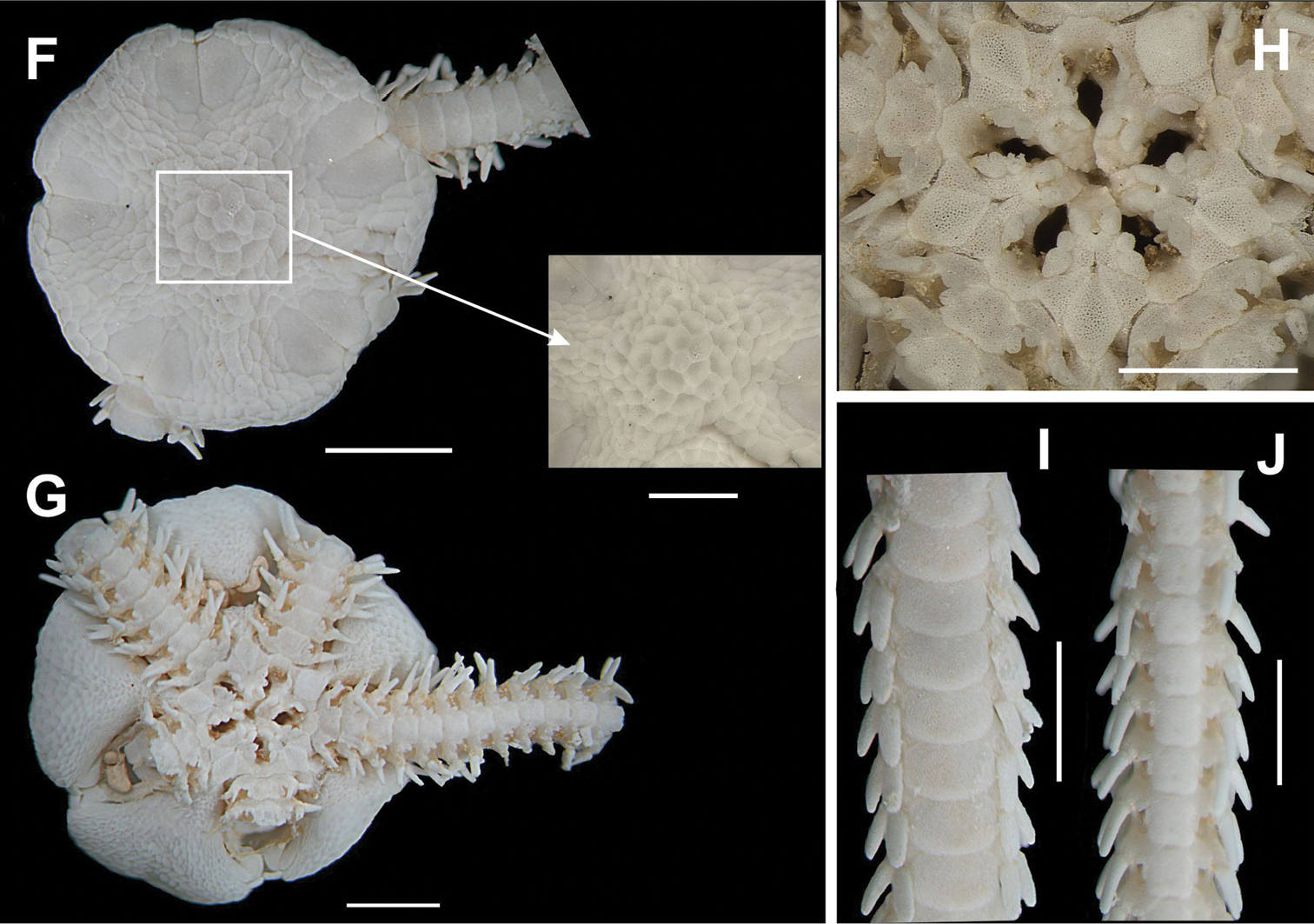
Amphiodia riisei